# 希伊 (上萨瓦省)
希伊（法語：Chilly，法語發音：[ʃiji]）是法国上萨瓦省的一个市镇，位于该省中西部偏北，属于阿讷西区。

## 地理
希伊（45°59'30"N, 5°57'10"E）面积18.58 平方千米，位于法国奥弗涅-罗讷-阿尔卑斯大区上萨瓦省，该省份为法国东部省份，历史上为薩伏依的一部分，北与瑞士接壤，西接安省，南至萨瓦省，东与瑞士和意大利接壤。
与希伊接壤的市镇（或旧市镇、城区）包括：克莱蒙、孔塔米讷萨尔赞、德桑日、弗朗日、芒托内苏克莱蒙、梅西尼、米谢日、萨勒诺沃、锡兰日、蒂西。

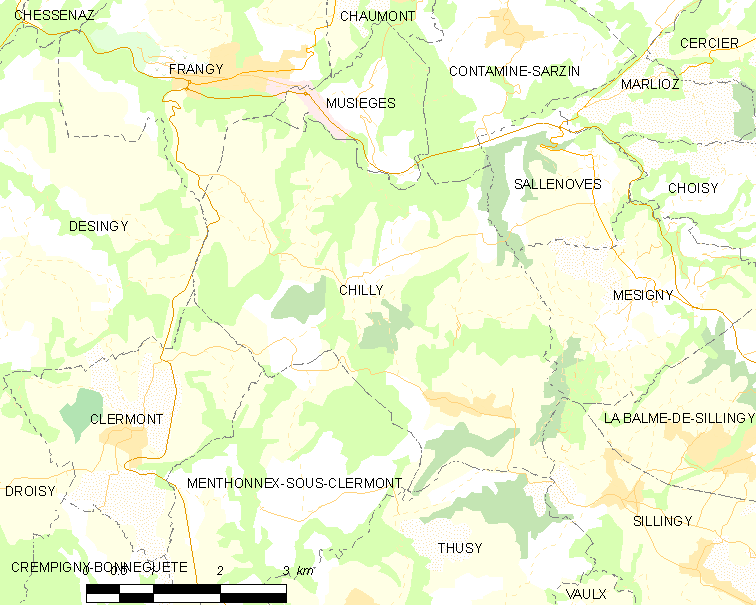
的OSM定位图

希伊的时区为UTC+01:00、UTC+02:00（夏令时）。

## 行政
希伊的邮政编码为74270，INSEE市镇编码为74075。

## 政治
希伊所属的省级选区为圣于连昂热讷瓦县。

## 人口

1962-2008年间人口变化图示

希伊于2022年1月1日时的人口数量为1646人。